# Monumento funebre di Bernabò Visconti
Il monumento funebre di Bernabò Visconti è un gruppo scultoreo in marmo di Candoglia realizzato da Bonino da Campione e allievi della sua bottega. Originariamente collocato nella Chiesa di San Giovanni in Conca a Milano per accogliere la sepoltura del Signore di Milano, è oggi custodito nel Museo d'arte antica del Castello Sforzesco. Il monumento è costituito da una statua equestre a grandezza naturale realizzata personalmente da Bonino da Campione fra il 1360 e il 1363 e dal sottostante sarcofago sorretto da dodici colonne aggiunto nel 1385 alla morte di Bernabò. La realizzazione del sarcofago fu con ogni probabilità opera di aiuti della bottega di Bonino.

## Storia
La più antica descrizione del mausoleo di Bernabò Visconti (circa 1323-1385) , allora in San Giovanni in Conca, ci giunge attraverso i versi del Lamento di Bernabò Visconti, opera di Matteo da Milano composta probabilmente nel 1385 dopo la morte del Visconti: nel componimento l'autore ne descrive la sepoltura come segue:
È lavorata tucta d' oro intorno, 

E sopra 'l capo la sua armatura,

(Sic)come portava quel barone adorno.

Dall'altra parte è dipinta sua figura,

Come fu sepellito in quello giorno.

Coperto a ferro in sun un buon cavallo,

Colla corona in testa sensa fallo.

D'oro e d'argento coperto è il barone,

Sun un caval(lo) bello e meraviglioso,

E di fin oro si porta sperone,

E par pur che sia vivo il valoroso;
 
Lancia ella targa ell'arme, il suo pennone;
 
E del guardar(lo) elli è si gratioso;

E per dilecto il guarda assai persone;

Per pietà ciasc[hed]un piange 'l barone.»
(Matteo da Milano, Lamento di Bernabò Visconti)
 Vi è inoltre la testimoniana del cronista piacentino Giovanni Musso, vivente all'epoca della morte di Barnabò, che sottolinea l'enormità del monumento la cui descrizione ci giunge in lingua latina medievale. Nel testo si fa anche menzione del fatto che Bernabò fu sepolto senza scettro per il fatto che aveva perduto la Signoria.
nisi in sceptro quia amplius non habebal dominationem aliquam quando decessit ».»
(Giovanni Musso, Chronicon Placentinum)
Bernabò Visconti, che abitava la Cà di Can, palazzo attiguo alla cappella palatina di San Giovanni in Conca poi demolita nel 1952, aveva fatto ampliare, abbellire e decorare la chiesa erigendo altari e commissionando affreschi e sculture. Sopra all'altare maggiore («In superficie Altaris majoris»), ancora lui vivente, aveva fatto porre una statua in marmo bianco e ricoperta da lamina d'oro che a grandezza naturale lo ritraeva a cavallo, armato alla leggera, con lo scettro in mano («armatum eo modo, quod prodir ad bellum, gestantem baculum dominii») e due figure delle virtù ai fianchi, la Giustizia e la Fortezza. Alla morte del Visconti (forse avvelenato dal nipote Gian Galeazzo nel castello di Trezzo d'Adda il 19 dicembre 1385) la grande statua equestre divenne parte del monumento sepolcrale e fu posta sopra al sarcofago realizzato per l'occasione e dove Bernabò venne tumulato. L'arca funebre venne quindi collocata dietro all'altare maggiore dove rimase poi per due secoli. A seguito di una visita alla chiesa del 6 marzo 1570, l'arcivescovo di Milano San Carlo Borromeo ordinò che il monumento fosse spostato dall'altare e collocato in fondo alla chiesa sul lato sinistro di chi entrava, ovvero in uno spazio all'ingresso del campanile. Contemporaneamente l'altare maggiore venne arretrato occupando così lo spazio lasciato libero dal monumento.
Il monumento giacque nella ormai rovinata chiesa fino a quando, in seguito alle numerose soppressioni di chiese milanesi imposte dal governo napoleonico, la nuova Commissione istituita dal Governo per la creazione di una raccolta d'arte presso il palazzo dell'Accademia di Brera richiese di potere asportare il monumento e trasferirlo nei magazzini dell'Accademia. La cessione fu apporvata nel 1808 ma il trasferimento venne effettuato solo nel 1811 per via delle difficoltà di rimozione e il conseguente dispendio di denaro.
 Il sepolcro, abbandonato nei magazzini di Brera dopo la caduta di Napolleone del 1814, fu infine trasferito nel 1865 nelle sale del costituito Regio Museo Patrio di Archeologia (creato nel 1862) e poi -nel 1898- al nuovo museo del Castello Sforzesco dove tuttora si trova. I pochi resti rinvenuti nell'arca (il teschio e pochi altri avanzi) furono invece traslati nel 1814 nella Chiesa di Sant'Alessandro in Zebedia, dove riposa dal 1892 anche la moglie Beatrice.
Bonino da Campione era a quel tempo già ben noto alla committenza milanese. Del 1359 è il Mausoleo di Stefano Visconti e Valentina Doria nella Basilica di Sant'Eustorgio, genitori dei Signori Bernabò e Galeazzo II Visconti; sua anche una Crocifissione nella Basilica di San Nazaro in Brolo e, forse, l'arca marmorea della Madonna della Misericordia della Chiesa di San Nicolao.

## Descrizione
Il monumento si compone di oltre 70 pezzi che costituiscono tre blocchi: la grande statua equestre di datazione incerta e precedente al sarcofago (viene infatti citata dal Petrarca che la vede presso l'altare della Chiesa di San Giovanni in Conca mentre soggiorna a Milano tra il 1353 e il 1363); l'arca o sarcofago; le sei colonne affiancate a sei pilastrini. Il sarcofago fu con ogni probabilità ultimato frettolosamente alla morte di Bernabò anche riutilizzando parti già esistenti come confermato durante il complesso restauro dell'intera opera concluso nell'anno 2015. Nel corso del restauro infatti si è avuta conferma che «l’opera è costituita da più elementi di reimpiego assemblati tra loro, con caratteristiche e vicissitudini conservative diverse».

### Il condottiero
Potente, nell'opera di Bonino da Campione, è la celebrazione della figura di Bernabò Visconti.
Il signore viene ritratto a grandezza naturale e volto scoperto a cavallo sopra una sella altissima il cui tipo fu introdotto nei caroselli e nelle giostre da Bernabò stesso che lo aveva portato dalla Francia e dalla Germania. I capelli sono corti e stretti sulla fronte da un cerchio di metallo che pare la versione militare di una corona (come si evince dai versi di Matteo da Milano sopra citati: «Coperto a ferro in sun un buon cavallo / Colla corona in testa sensa fallo».) o che potrebbe essere quanto rimasto di un elmo perduto, la barba forcuta che scende sul collo. La figura è chiusa nell'armatura composita tipica della seconda metà del XIV secolo: un usbergo in maglia di ferro rinforzato da una corazza toracica, da guanti d'arme, vambraci, cubitiere, ginocchielli e schinieri. Il pugno destro di Bernabò stringe lo scettro del comando (non posto però fra le mani del sepolto, dato che Bernabò aveva perduto la Signoria), mentre dal fianco sinistro pende il fodero della spada a due mani. La biscia, stemma araldico del casato, occhieggia dal piastrone.
Bonino da Campione ricorrerà all'espediente del ritratto anche nel 1364, allorché progetterà la statua equestre di Cansignorio della Scala, seppur questa volta si tratterà di un ritratto a capo coperto. La scelta è indiscutibilmente significativa poiché rompe con la tradizione gotica di raffigurare il cavaliere bardato con il volto celato dell'elmo, ridotto ad una "macchina di guerra" tutt'uno con il cavallo bardato a sua volta, come valse, per esempio, per il monumento equestre di Mastino II della Scala. Tuttavia il segno di un cinturino di cuoio scolpito sulla nuca del cavaliere potrebbe fare pensare che originariamente il capo del Duca fosse coperto da un elmetto o da una corona. Sembrerebbero mancanti anche gli speroni che dovevano essere in oro come descritto da Matteo da Milano quando, nei suoi versi, scrive: «E di fin oro si porta sperone» e di cui rimangono i fori nei talloni del cavaliere.
L'espressione sul volto di Bernabò è grave, ancora strettamente legata allo stile ufficiale del "ritratto sovrano" tracciato da Arnolfo di Cambio nella Statua di Carlo I d'Angiò. Del pari, ancora rigida e geometrica, strettamente legata ai dettami dell'arte gotica, è la resa della figura umana del Signore di Milano.

### Il cavallo
Figura slanciata e massiccia, seppur statica, il destriero montato da Bernabò Visconti è una sicura prova dello spirito naturalista che animava lo scultore, seppur buona parte della critica lo ritenga non un innovatore proteso verso le soluzioni giottesche quanto un conservatore involuto verso la produzione duecentesca.
Rispetto alla cavalcatura di Mastino II della Scala, il destriero visconteo è privo di barda, nudo e possente. Il muso, privo di testiera, richiama molto quello del cavallo che verrà montato dal simulacro di Cansignorio della Scala.
Il cavallo è fiancheggiato da due statue più piccole del vero rappresentanti la Fortezza (a mano sinistra del cavaliere) e la Giustizia alla destra: la prima è vestita di un abito reticolato e poggia la mano destra su un leone; la sinistra regge un cartiglio con il motto Souragne che si trova inciso anche nel pannello posteriore con l'incoronazione della Vergine. Sulla parte bassa del cartiglio è presente la scena di un cane latrante fra due alberi. 
La Giustizia, anch'essa vestita di un abito reticolato regge nella destra la bilancia e nella sinistra una spada di cui rimane però solo l'elsa. Al di sotto delle due statue vi è la scena di un cane nascosto fra le fiamme con elmo e cimiero fra le iniziali coronate D.B. (Dominus Barnabas). Sopra i due spigoli anteriori del sarcofago due statuette che fanno pensare ve ne dovessere essere altre due uguali nella parte posteriore, ma di queste non vi è oggi traccia. Le due statuette anteriori sembrano angioletti a vi è indicazione che avessero ali e portassero candelabri o fiaccole.
Si valuta che il Maestro sia intervenuto in prima persona nelle figure allegoriche femminili della Giustizia e della Fortezza presenti tra il cavallo ed il sarcofago

### Le colonne di sostegno e il sarcofago
Il sarcofago, attribuito alla bottega di Bonino da Campione, è sorretto da sei coppie di colonne e colonnine: le sei colonne interne sono più grosse e di forma ottagonale con capitelli e basamenti molto lavorati; lei sei colonnine esterne sono più piccole e meno lavorate.
Il sarcofago soprastante è decorato a bassorilievo su ognuna delle quattro facce: sul pannello alla mano sinistra del cavaliere l'Ecce homo circondato da Santi i quali nomi sono riportati sopra a una listella superiore. Fra i Santi è raffigurato Giovanni Battista che reca nella mano sinistra un cartiglio con incisi in caratteri gotici il verso Ego vox clamans in deserto - para viam Domini. 
Sulla parete opposta una scena di Cristo crocefisso con alcuni Santi, nominati nella listella superiore, di difficile lettura per via della consunzione. 
Il pannello frontale, più corto dei laterali, vede le figure dei quattro evangelisti con i loro attributi in atto di scrivere i Vangeli: manca l'angelo solitamente abbinato a San Matteo; sui due pilastrini a fianco del pannello sono raffigurate le figure dei padri della Chiesa San Gregorio e di San Gerolamo, con i loro nomi riportati sopra a ognuno; 

il pannello posteriore del sarcofago, ai cui lati i pilastrini mostrano i padri della Chiesa Sant'Ambrogio e Sant'Agostino, rappresenta l'incoronazione della Beata Vergine. Sopra si leggono le parole S. Ambroxius, Dna Sca Maria, D. Ihs Xpus; manca il nome di Sant'Agostino dove avrebbe dovuto trovarsi.

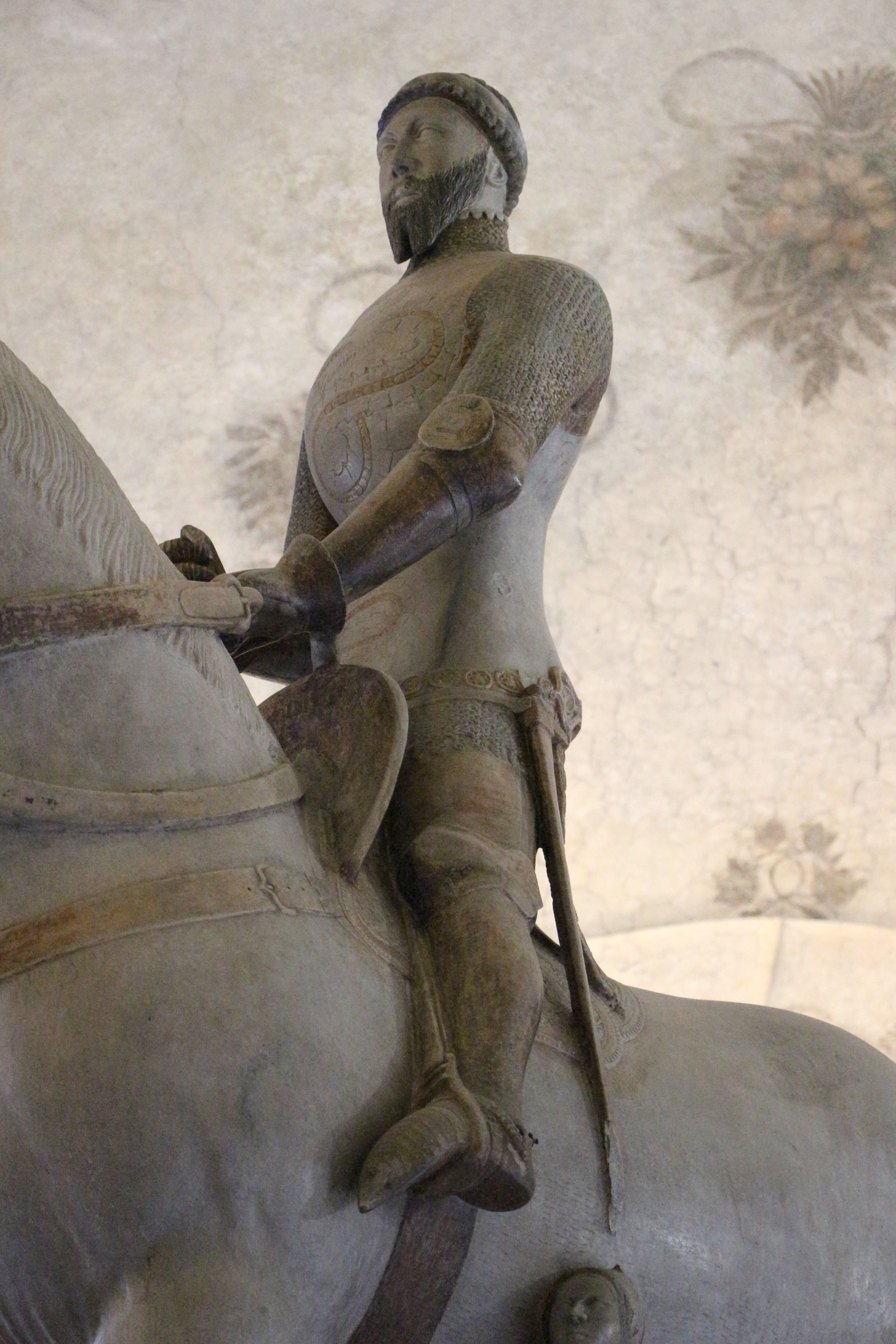
Ritratto di Bernabò
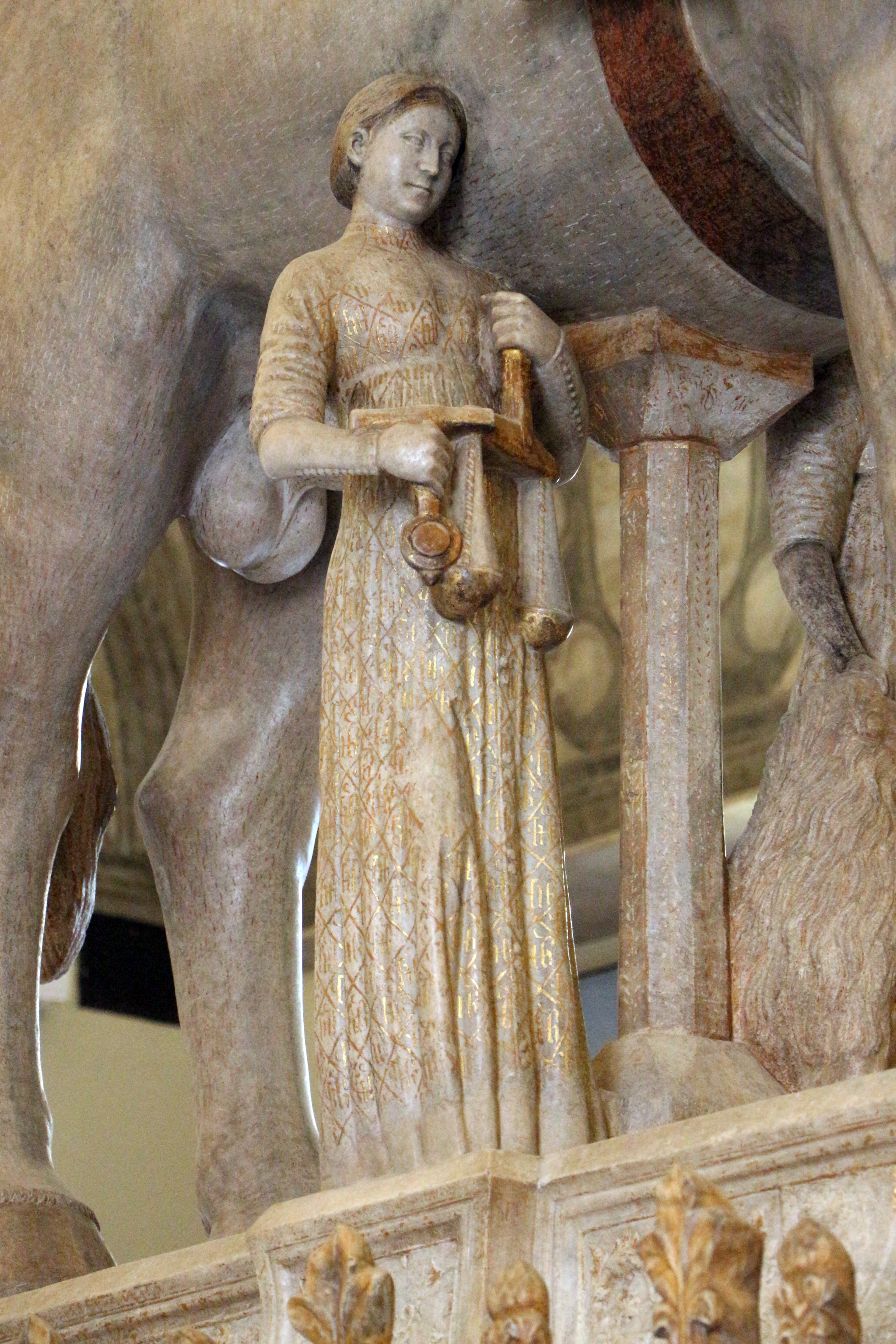
La Giustizia
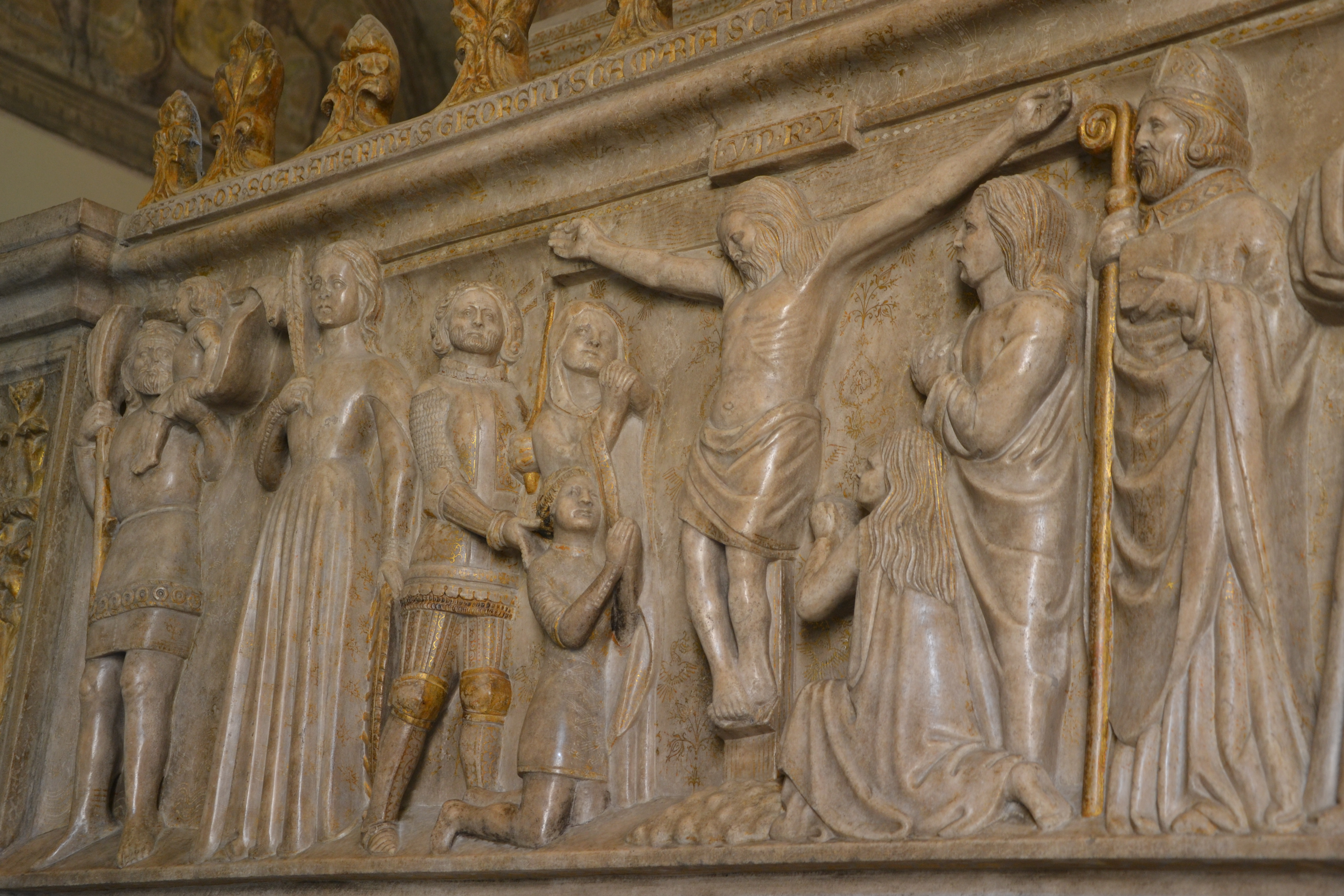
Crocefissione e santi
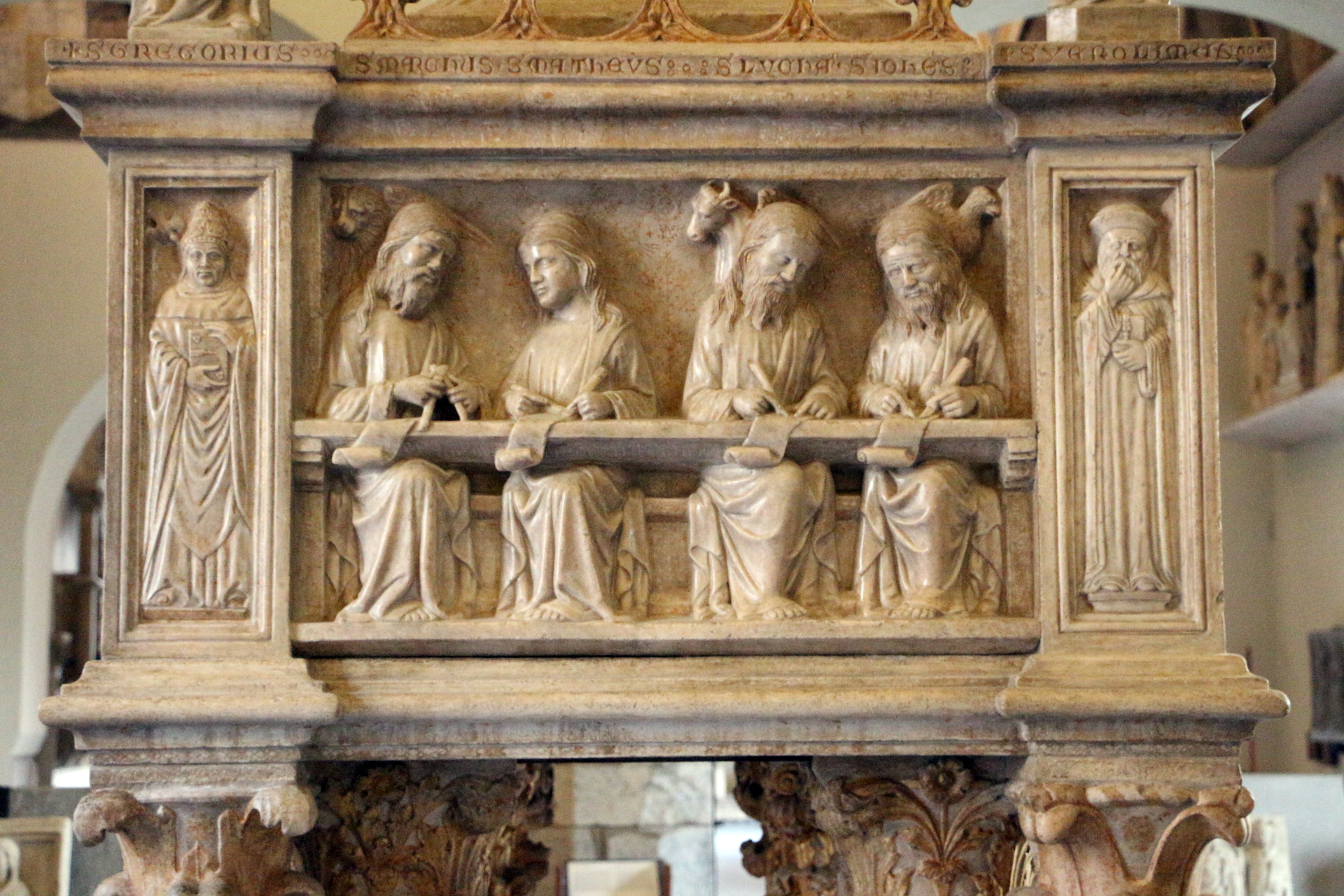
Gli evangelisti